# Fred Poordad

Der von Fred Poordad bei 24-Stunden-Rennen von Le Mans 2022 gefahrene Porsche 911 RSR-19

Alfred Farrokh „Fred“ Poordad (* 8. Oktober 1964 in San Antonio) ist ein US-amerikanischer Mediziner und Autorennfahrer.

## Ausbildung zum Mediziner
Fred Poordad kam in der texanischen Großstadt San Antonio zur Welt und zog im Kindesalter mit seinen Eltern nach Edmonton in Kanada. Dort studierte er in den 1980er-Jahren mit Abschlüssen Medizin an der University of Alberta. Er machte mehrere Zusatzausbildungen, unteren anderem 1995 und 1996 eine  zum Lebertransplantations-Chirurgen an der Johns Hopkins University in Baltimore.
Fred Poordad ist Professor am University of Texas Health Science Center San Antonio und Vizepräsident des dortigen Texas Liver Institute.

## Karriere als Rennfahrer
Bereits in jungen Jahren war Fred Poordad als Kartfahrer aktiv und begann Anfang der 2010er-Jahre eine Karriere als Amateur-Rennfahrer. Er startete in den GT3-Klassen der Gran-Am- und der IMSA GT3 Challenge. Ab Mitte der 2010er-Jahre bestritt er seine Renneinsätze mit Porsche-911-GT3-Fahrzeugen. 2020 erzielte er den Gesamtsieg in der GT World Challenge America, den er 2021 wiederholte, diesmal punktgleich mit seinem Teamkollegen Jan Heylen. Dreimal startete er beim 24-Stunden-Rennen von Daytona, wo der 25. Gesamtrang 2012 seine bisher beste Platzierung im Schlussklassement war.

## Statistik

### Le-Mans-Ergebnisse
| Jahr | Team                  | Fahrzeug           | Teamkollege  | Teamkollege | Platzierung | Ausfallgrund |
| ---- | --------------------- | ------------------ | ------------ | ----------- | ----------- | ------------ |
| 2022 | Dempsey-Proton Racing | Porsche 911 RSR-19 | Maxwell Root | Jan Heylen  | Rang 38     |              |

### Einzelergebnisse in der FIA-Langstrecken-Weltmeisterschaft
| Saison | Team                  | Rennwagen          | 1   | 2   | 3   | 4   | 5   | 6   |
| ------ | --------------------- | ------------------ | --- | --- | --- | --- | --- | --- |
| 2022   | Dempsey-Proton Racing | Porsche 911 RSR-19 | SEB | SPA | LEM | MON | FUJ | BAH |
| 2022   | Dempsey-Proton Racing | Porsche 911 RSR-19 | 32  | 29  | 38  | 27  | 31  | 34  |